# Сахаровка
Са́харовка (рос. Сахаровка) — село у складі Ніколаєвського району Хабаровського краю, Росія. Входить до складу Іннокентьєвського сільського поселення.

## Населення
Населення — 60 осіб (2010; 84 у 2002).
Національний склад (станом на 2002 рік):
- росіяни — 79 %